# Verdienst
Das Verdienst wird einer Person zugebilligt, deren Taten oder Wirken über ihre Pflichten hinaus ein besonderer Wert in moralischer Hinsicht zugemessen wird, insbesondere, wenn sie ohne Rücksicht auf die Folgen für das persönliche Schicksal in redlicher Absicht erbracht worden sind. Verdienst zu erwerben wird auch in der Bedeutung verwendet, etwas Gutes über die anerkannte Norm hinaus zu tun (siehe Supererogation).
Betont wird die Freiwilligkeit auf beiden Seiten: Die belohnenswerte Tat lässt sich ebenso wie die Belohnung nicht einfordern, was lobend hervorgehoben wird. Dies hat mit den alteuropäischen Vorstellungen von Gunst oder Gnade zu tun.
Immanuel Kant hat das „saure“ Verdienst und das „süße“ Verdienst unterschieden. Letzteres beglücke den Verdienstvollen durch sein Tun selber (vgl. Genugtuung), der Lohn des Ersteren sei der Undank.
Ein deutsches Sprichwort lautet: Dem Verdienste seine Krone. In den Begriffen „Verdienstorden“ und speziell „Pour le Mérite“ erscheint das Wort direkt. Gebräuchlich auch die feierliche Formel: Sie [Er] hat sich um etwas  verdient gemacht.